# L'avversario (Carrère)
L'avversario (L'Adversaire) è un romanzo-verità di Emmanuel Carrère, ispirato alle vicende di Jean-Claude Romand, pubblicato nel 2000.

## Genesi dell'opera
Il 9 gennaio 1993 Jean-Claude Romand, ritenuto fino ad allora uomo mite e affettuoso con i familiari, uccise la moglie e i due figli. Il giorno successivo uccise anche i suoi genitori; infine incendiò la sua abitazione e cercò senza successo di suicidarsi. L'inchiesta giudiziaria svelò che per diciassette anni Romand aveva mentito alla sua famiglia, affermando di essersi laureato in medicina e di lavorare come ricercatore all'OMS a Ginevra. Le stragi erano da attribuire al desiderio di evitare la vergogna che sarebbe derivata dalla scoperta delle sue menzogne.
Letta la notizia sui giornali, Emmanuel Carrère rimase colpito dall'efferatezza del crimine commesso da un uomo descritto fino ad allora «normale e tranquillo». Decise pertanto di prendere contatto con lo stesso Romand con l'intento di capire cos'era successo ed eventualmente scrivere un libro. Romand rispose a Carrère due anni dopo e acconsentì con parole cortesi al progetto dello scrittore, aggiungendo che sperava egli stesso di capire perché avesse commesso un tale delitto.
Emmanuel Carrère seguì le udienze del processo, che si svolse nell'estate del 1996 a Bourg-en-Bresse, dopo di che Romand fu condannato al carcere a vita con 22 anni di segregazione. Carrère e Romand hanno continuato una corrispondenza epistolare anche dopo la sentenza; Carrère ebbe inoltre un colloquio in carcere con Romand e intervistò i volontari del carcere che incontravano Romand, Marie-France e Bernard, e un amico della famiglia Romand, nel libro chiamato con il nome di fantasia Luc.
Dal punto di vista formale, Emmanuel Carrère si pose il problema di strutturare la narrazione. Nelle prime versioni tentò senza successo di narrare la vicenda come se l'autore non ne facesse parte, ispirandosi al Truman Capote di A sangue freddo: in prima persona, a nome dell'assassino, oppure raccontandola dal punto di vista degli amici di Romand. Decise infine di narrare la vicenda in prima persona, a suo nome, narrando le proprie esperienze di investigatore e di narratore.

## Trama
L'autore Emmanuel Carrère cerca di ricostruire il movente e la personalità di Jean-Claude Romand, autore dell'omicidio dei propri genitori, della moglie e dei propri figli. I genitori avevano insegnato a Jean-Claude l'imperativo di non mentire; Jean-Claude inventò la prima menzogna (l'aggressione da parte di uno sconosciuto) già da adolescente, probabilmente per rendersi interessante. Si iscrisse poi alla facoltà di medicina, contro il parere dei genitori che desideravano seguisse la tradizione familiare dello studioso di agraria, attratto forse dal ruolo sociale dei medici e dal desiderio di conoscere le malattie.
La menzogna più importante, quella che ne condizionò l'esistenza futura, la raccontò alla fine del secondo anno di università, quando non si presentò agli esami, ma disse a casa che li aveva superati ed era stato ammesso al terzo anno. Da allora fu obbligato a condurre una vita immaginaria, senza speranze per il futuro, con il terrore costante di essere scoperto, preoccupandosi di trascorrere il tempo che avrebbe dedicato allo studio o al lavoro, e di procurarsi il danaro nonostante la mancanza di un lavoro.
L'autore cerca di immedesimarsi nell'assassino e con vergogna e paura si rende infine conto di avvertire anch'egli pulsioni che avevano spinto Romand alla menzogna e all'omicidio, come se fosse ispirato da Satana ("l'avversario").

## Edizioni
- (FR) Emmanuel Carrère, L'adversaire, Paris, P.O.L, 2000,  p. 221, ISBN 2-86744-682-1.
- Emmanuel Carrère, L'avversario, traduzione di Eliana Vicari Fabris, Torino, Einaudi, 2000,  p. 161, ISBN 88-06-15579-2.
- Emmanuel Carrère, L'avversario, traduzione di Eliana Vicari Fabris, Milano, Adelphi, 2013,  p. 196, ISBN 9788845927867.

## Adattamenti
- L'avversario (L'adversaire) - film diretto da Nicole Garcia e presentato in concorso al Festival di Cannes 2002.[3][4]